# Woodwardia orientalis
Woodwardia orientalis là một loài thực vật có mạch trong họ Blechnaceae. Loài này được Sw. miêu tả khoa học đầu tiên năm 1801.

## Hình ảnh

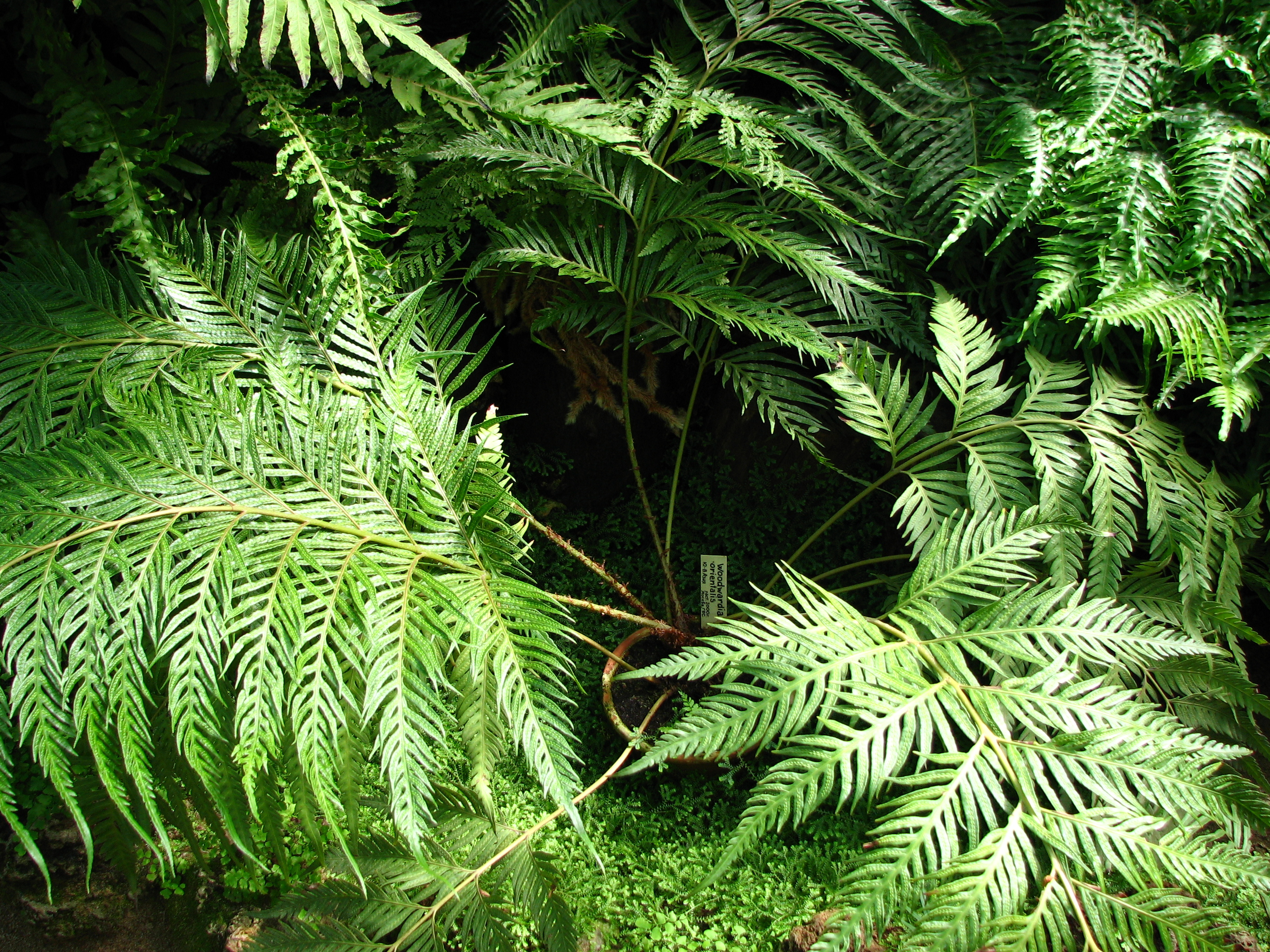
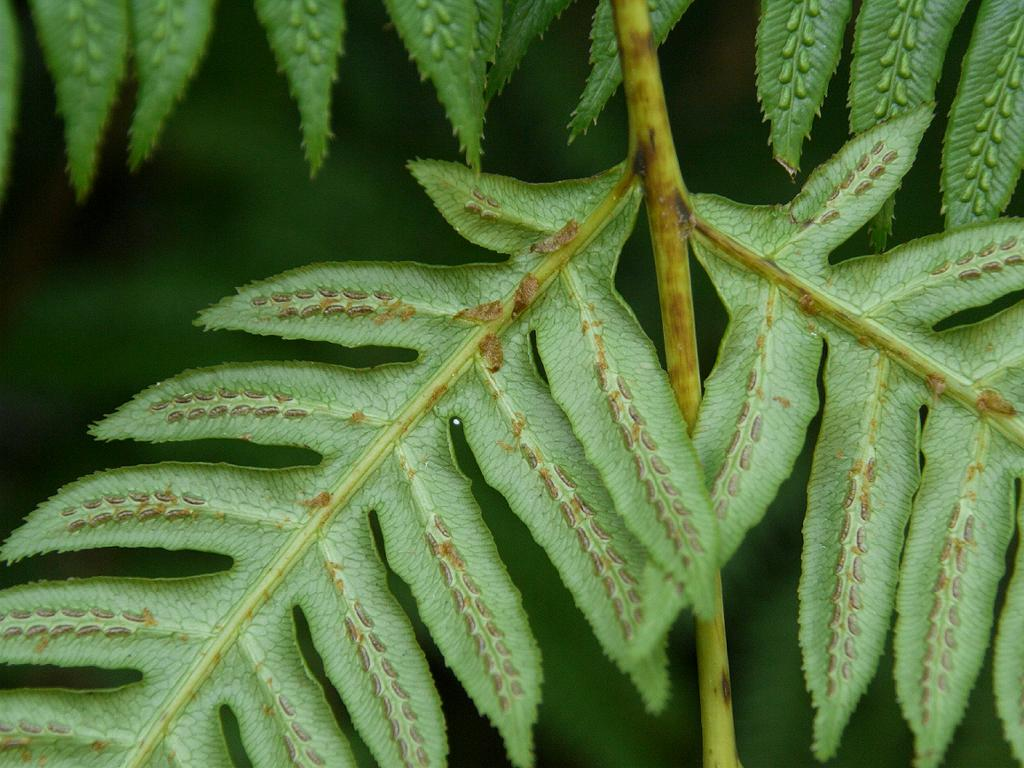
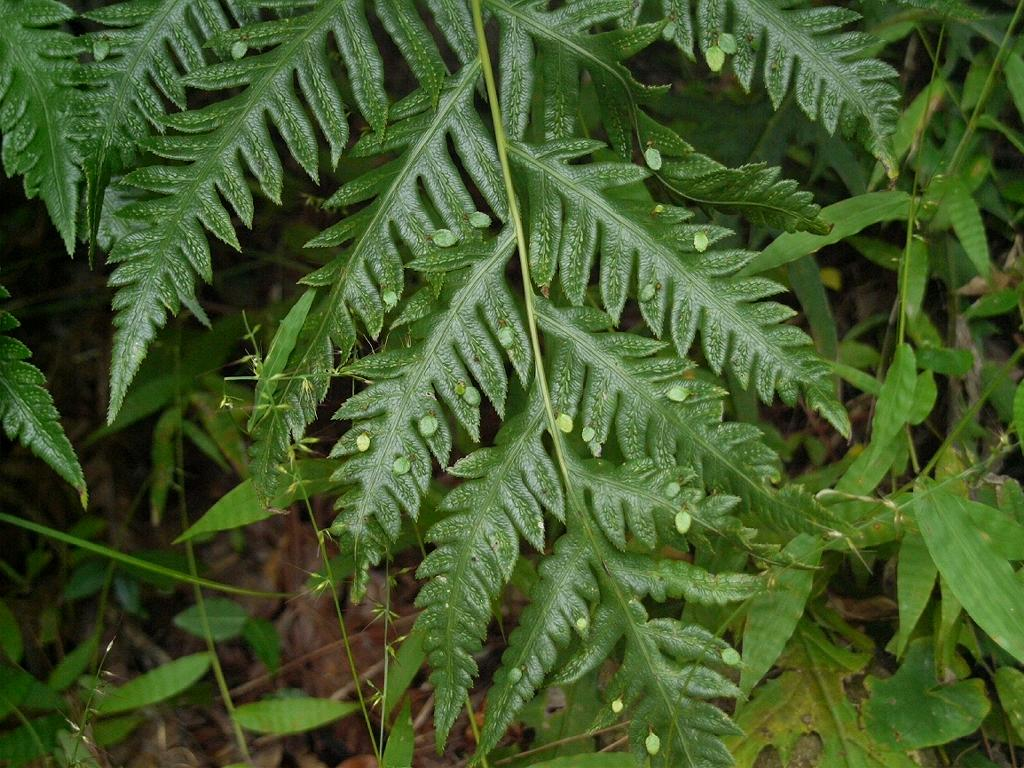
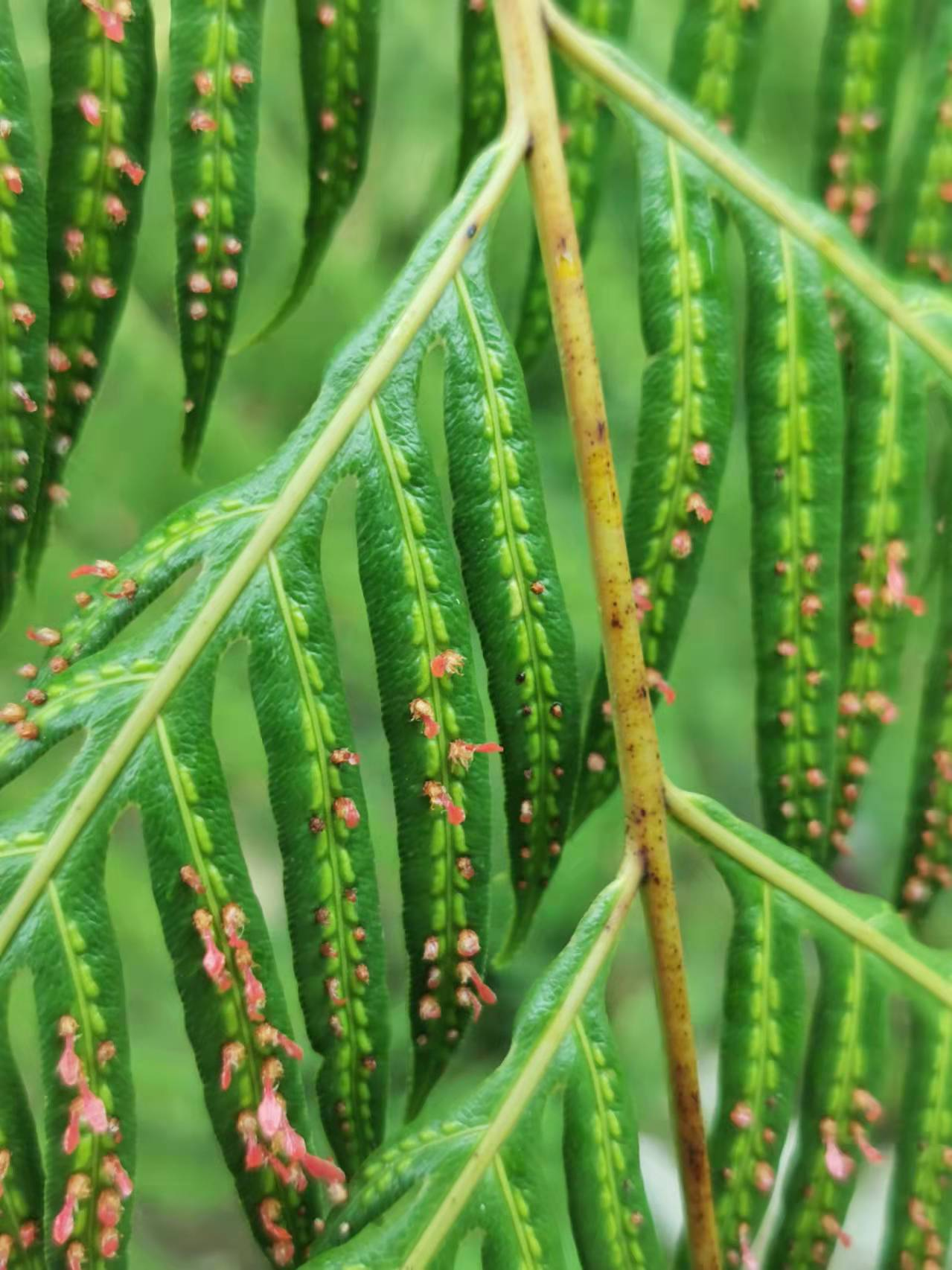
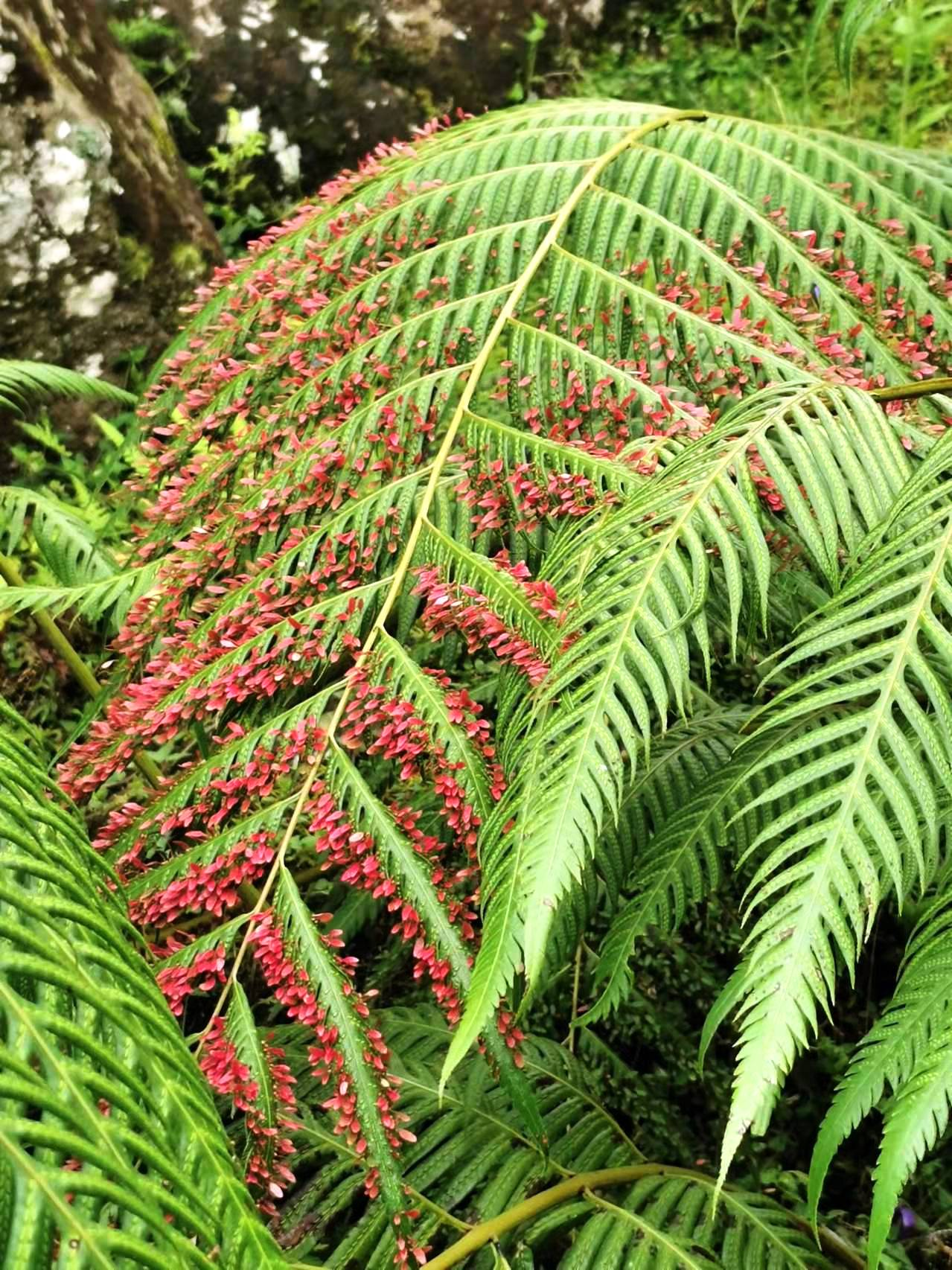